# Chủ nghĩa duy danh
Chủ nghĩa duy danh là một quan điểm siêu hình trong triết học theo đó những thuật ngữ phổ quát và trừu tượng và các tiên đề (hay mệnh đề vị ngữ) tồn tại, trong khi cái phổ quát hay những vật trừu tượng, thì không. Có ít nhất hai phiên bản chính của Chủ nghĩa duy danh. Một phiên bản từ chối sự tồn tại của cái phổ quát-tức những thứ có thể tạo mẫu cho những thứ cụ thể (ví dụ, tính người, sức mạnh). Một phiên bản khác phủ nhận một cách cụ thể sự tồn tại của những vật trừu tượng-những vật không tồn tại trong không thời gian.. Chủ nghĩa duy danh có thể tìm thấy nguồn gốc trong triết học Platon, đối lập với Chủ nghĩa duy thực-quan niệm rằng tồn tại cái phổ quát bên trên và bên ngoài cái cụ thể. Tuy nhiên, thuật ngữ duy danh (chẳng hạn tiếng Anh là nominalism) bắt nguồn từ tiếng Latin nomen (tên gọi) chỉ có từ thời Trung Cổ với Roscellinus.